# Dietlikon
Dietlikon je obec v kantonu Curych ve Švýcarsku. Nachází se v blízkosti největšího švýcarského města, Curychu, do jehož aglomerace také patří. Žije zde přibližně 7 800 obyvatel.

## Geografie
Dietlikon se nachází severovýchodně od města Curych a je rozdělen na tři části silnicí Schwamendingen–Effretikon a hlavní tratí Oerlikon–Winterthur, která byla otevřena v roce 1855. V severní části se nachází centrum obce s mnoha zelenými plochami, střední část má podobnou charakteristiku s průmyslovou zónou na západě a v jižní části je průmyslová čtvrť, kterou opět protíná dálnice.
Ve směru hodinových ručiček od západu jsou sousedními obcemi Wallisellen, Kloten a Bassersdorf v okrese Bülach a Wangen-Brüttisellen a Dübendorf v okrese Uster.

## Historie

Letecký pohled (1923)

První zmínka o obci pochází z roku 1124 pod názvem Dietlinchoven. V roce 1264 přešla panovnická práva z Kyburgů na Habsburky a v roce 1424 a 1452 připadla Curychu. V roce 1124 patřila hrdelní práva v Dietlikonu schaffhausenskému klášteru Allerheiligen; v roce 1487 prodali Schwendové dolní dvůr nad Dietlikonem a Riedenem Hansi Waldmannovi, který jej spojil s dvorem nad Dübendorfem v hrdelní právo. V roce 1489 z něj Curych vytvořil horní hofmistrovství, které bylo v roce 1615 sloučeno s horním hofmistrovstvím Schwamendingen. Dietlikon patřil ve vrcholném středověku k farnosti Kloten; kolem roku 1370 existovaly filiální kaple v Dietlikonu a Riedenu (kázání v Dietlikonu od roku 1596, fara postavena v roce 1681). Dietlikon se kolem roku 1525 připojil k reformaci. Od roku 1683 tvořily Dietlikon a Rieden samostatnou farnost (v roce 1698 byl postaven nový kostel), která byla až do roku 1831 v držení kanonie Grossmünster z Curychu. V roce 1916 byl Rieden přidělen k reformované farnosti Wallisellen a v roce 1970 zde byl postaven katolický kostel svatého Michala. Zahájení stavby pochází z roku 1420, vstupní listina z roku 1586. Během helvétského období se obce Dietlikon a Rieden v roce 1798 staly jednou politickou obcí, od níž se Rieden v roce 1831 oddělil. V roce 1798 byl Dietlikon přiřazen k okresu Bassersdorf, v roce 1803 k okresu Bülach, v roce 1814 k okresu Embrach a v roce 1831 k okresu Bülach.

## Obyvatelstvo
| Rok            | 1467 | 1634 | 1771 | 1850 | 1900 | 1950 | 2000 | 2005 | 2010 | 2015 | 2020 | 2023 |
| Počet obyvatel | 115  | 137  | 482  | 445  | 565  | 1205 | 6106 | 6799 | 7053 | 7605 | 7867 | 8036 |

## Hospodářství a doprava

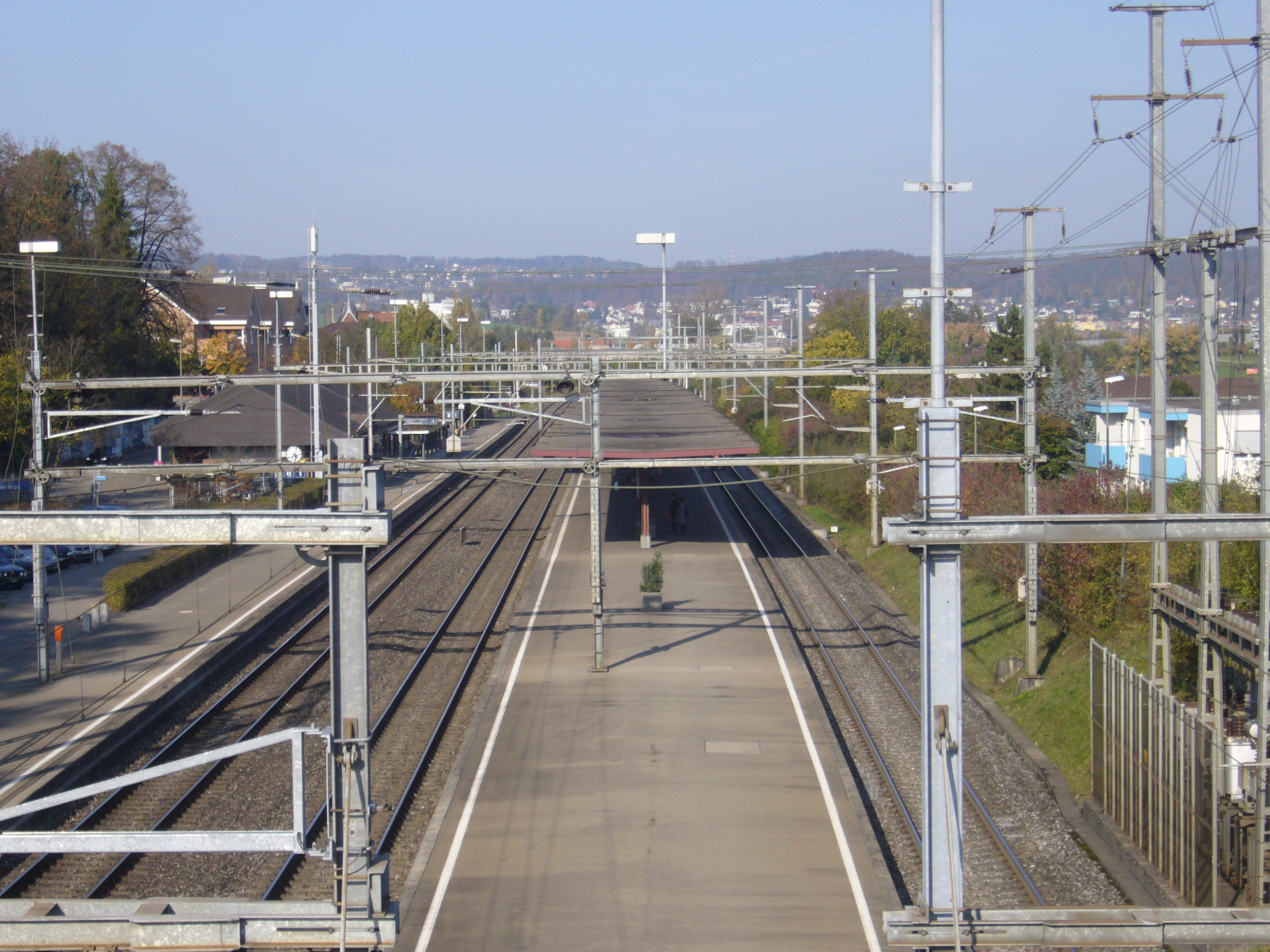
Železniční stanice

Na počátku 18. století se tradiční spektrum obživy rozšířilo o různé činnosti v textilním průmyslu. V 19. století byla bělidla jediným průmyslovým provozem kromě mlýna Riedmühle (zmiňovaného v roce 1269). Železniční stanici na severovýchodní železniční trati Oerlikon–Winterthur, otevřené v roce 1855, dostal Dietlikon až v roce 1865 a v roce 1990 se stal dopravním uzlem v rámci systému curyšské S-Bahn. V první polovině 20. století se díky dobrým možnostem dojížďky za prací postupně rozrůstala, což se zintenzivnilo od roku 1950. V 60. letech 20. století se Dietlikon stal součástí severní curyšské aglomerace a díky rozvoji průmyslové a obchodní zóny mezi silnicí Winterthurerstrasse, postavenou v roce 1841, a dálnicí A1 (otevřena 1974) se rozvinul v aglomerační obec. V roce 1995 zde působilo 331 podniků se 4798 pracovními místy.
V průmyslové čtvrti se usídlilo mnoho velkoobchodů a specializovaných obchodů. V průmyslové zóně mají své prodejny IKEA, Coop a mnoho dalších renomovaných řetězců.